# Luga (flod)
Luga (ryska: Луга; finska: Laukaanjoki; votiska: Laugaz) är en flod i Ryssland som flyter genom Novgorod oblast, Leningrad oblast och Ingermanland. Källområdet ligger cirka 20 km norr om Novgorod i myrområden nära Tesovskij. Längs floden ligger städerna Luga och Kingisepp. Största bifloden är Oredezj. Vid högvatten flyter delar av floden in i Rosån och ut i floden Narva.
Floden rinner ut i Lugabukten i Finska viken. Vid flodmynningen ligger Ust-Lugas containerterminal. I närheten av flodmynningen bor den sista spillran av människor som fortfarande kan prata votiska.
Luga fryser vanligen tidigt i december och är isbelagd fram till början av april. Vissa delar av floden är farbar med fartyg.